# Muzeum Archidiecezjalne w Krakowie
Muzeum Archidiecezjalne Kardynała Karola Wojtyły w Krakowie – muzeum znajdujące się w Krakowie przy ul. Kanoniczej 19-21, istniejące od 1906, otwarte od 1994.

## Historia

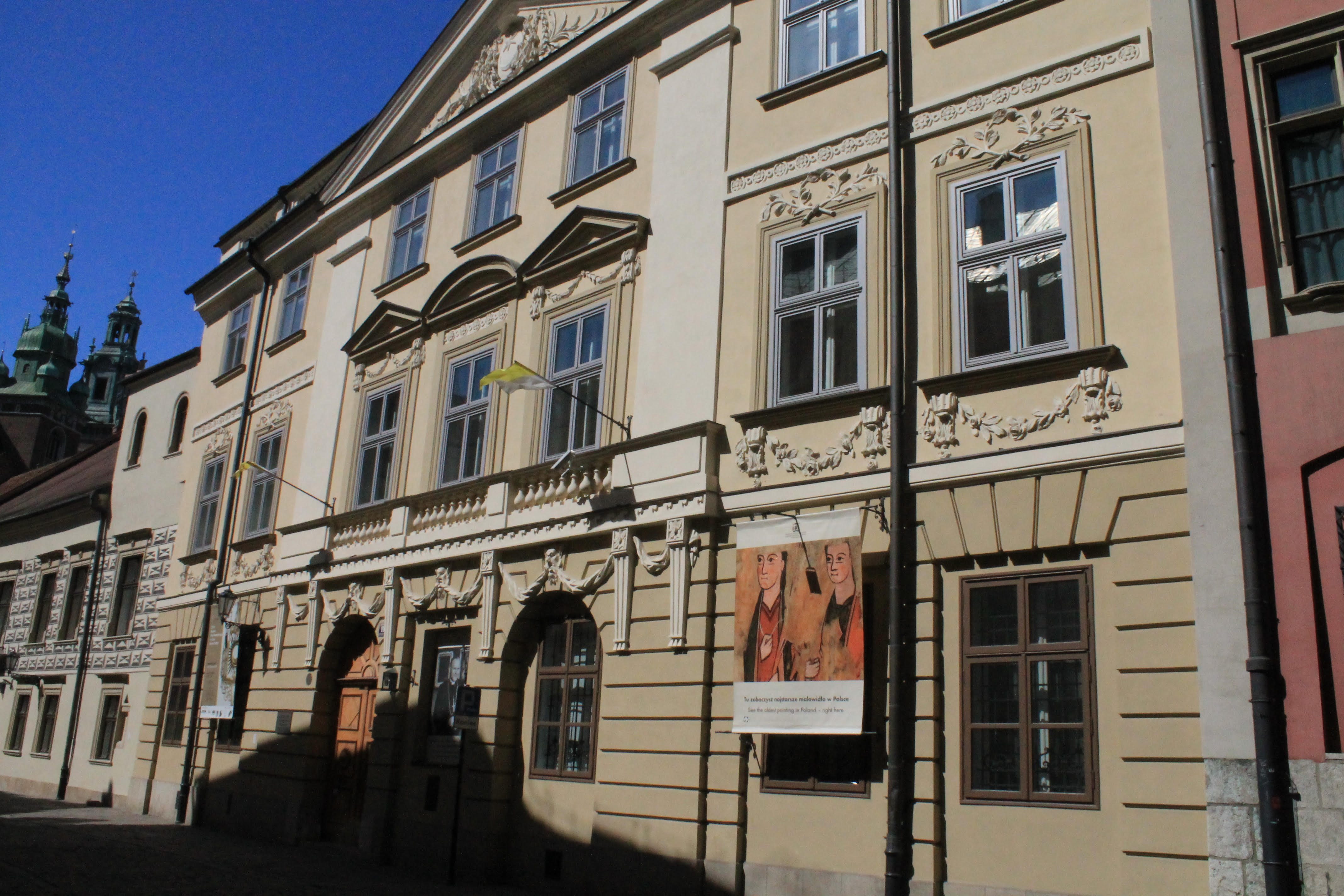
Dom św. Stanisława, siedziba muzeum

Muzeum (początkowo jako Muzeum Diecezjalne) erygował w 1906 kardynał Jan Duklan Puzyna. Początkowo muzeum jedynie gromadziło oraz przechowywało zbiory, a jego zbiory wielokrotnie przenoszone z miejsca na miejsce (m.in. na Wawelu, w Pałacu Biskupim oraz w klasztorze dominikanów). Nieudaną próbę otwarcia muzeum podjął kardynał Karol Wojtyła, który planował umieścić je w klasztorze augustianów, gdzie zbiory przeniesiono w 1959 po śmierci księdza Tadeusza Kruszyńskiego – historyka sztuki i organizatora muzeum. 5 maja 1994 r. kardynał Franciszek Macharski otworzył Muzeum Archidiecezjalne u stóp Wawelu, w znajdujących się przy ul. Kanoniczej Domu Dziekańskim i Domu św. Stanisława, w którym mieszkał Karol Wojtyła.

## Ekspozycja
Muzeum obejmuje kilkanaście sal wystawienniczych znajdujących się na parterze i pierwszym piętrze, przeznaczonych na ekspozycję stałą oraz pomieszczenia piwniczne przeznaczone na wystawy czasowe. W muzeum znajdują się eksponaty pochodzące z kościołów i klasztorów archidiecezji krakowskiej – malarstwo, rzeźba, rzemiosło artystyczne, tkaniny i paramenty liturgiczne. Najstarsze zabytki pochodzą z XIII w. W dawnych pomieszczeniach zajmowanych przez Karola Wojtyłę są prezentowane pamiątki z nim związane. Jednym z najcenniejszych eksponatów jest XIII-wieczny obraz Św. Katarzyna i Agnieszka pochodzący z kościoła św. Michała Archanioła w Dębnie.
Oddziałem muzeum jest dawne mieszkanie rodziny Wojtyłów w Krakowie znajdujące się przy ul.Tynieckiej 10.